# Nordkoreanische Eishockeynationalmannschaft der Frauen
Die nordkoreanische Eishockeynationalmannschaft der Frauen ist die nationale Eishockey-Auswahlmannschaft Nordkoreas. Sie liegt in der aktuellen IIHF-Weltrangliste von 2010 auf dem 21. Platz und spielt bei der WM 2011 in der sog. C-Weltmeisterschaft (offiziell: Division II).

## Geschichte
Die nordkoreanische Eishockeynationalmannschaft der Frauen wurde 1999 gegründet und nimmt seit der WM im selben Jahr an internationalen Wettbewerben teil. Bei ihrer ersten WM-Teilnahme zog sich die Mannschaft aus Nordkorea aus der Asien-Qualifikation gegen Kasachstan zurück. Ein Jahr später setzte sich das Team in der Qualifikation als Gruppenerster durch und wurde in die zweitklassige Division I aufgenommen. In dieser hielt man sich drei Jahre lang, ehe die Asiatinnen zur Weltmeisterschaft 2005 erstmals in der drittklassigen Division II antreten mussten. Bei dieser und den folgenden beiden Weltmeisterschaften konnte der Wiederaufstieg nicht erzielt werden, sodass Nordkorea auch bei der WM 2011 in der Division II vertreten sein wird.

## Platzierungen

### Weltmeisterschaften
- 1999 – Asien-Qualifikation zur B-WM 2000 (auf Rückspiel verzichtet)
- 2000 – 1. Platz Qualifikation zur B-WM 2001
- 2001 – 4. Division I
- 2003 – 6. Division I
- 2004 – 6. Division I
- 2005 – 4. Division II
- 2007 – 3. Division II
- 2008 – 3. Division II
- 2009 – 2. Division II
- 2011 – nicht teilgenommen (Zwangsabstieg in die Division IIA)
- 2012 – 1. Platz Division IIA
- 2013 – 3. Platz Division IB
- 2014 – 5. Platz Division IB
- 2015 – 6. Platz Division IB
- 2016 – 4. Platz Division IIA
- 2017 – 4. Platz Division IIA
- 2018 – 3. Platz Division IIA
- 2019 – 5. Platz Division IIA
- 2020–2021 – keine Austragung
- 2022 – nicht teilgenommen
- 2023 – nicht teilgenommen (Zwangsabstieg in die Division IIB)
- 2024 – 1. Platz Division IIB (Aufstieg in die Division IIA)
- 2025 – 5. Platz Division IIA

### Platzierungen bei denWinter-Asienspielen
- 2003 – 4. Platz
- 2007 – 4. Platz
- 2011 – 4. Platz

### IIHF Challenge Cup of Asia
- 2010 – Bronzemedaille
- 2014 – Silbermedaille